# Chùa Tùng Vân
Chùa Tùng Vân tọa lạc tại khu bắc của thị trấn Thổ Tang, huyện Vĩnh Tường, tỉnh Vĩnh Phúc, là ngôi chùa cổ được xây dựng vào đời vua Lê Hy Tông vào năm Chính Hoà thứ 7 (1686) và được công nhận Di tích văn hóa cấp quốc gia từ năm 1992. Chùa được nhiều lần trùng tu và lần gần đây nhất là vào năm 2008.

## Kiến trúc

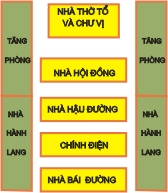
Bố cục chùa hình chữ Quốc

Chùa có bố cục kiểu chữ "Quốc" với các hạng mục: Tam quan, tiền đường, thiêu hương, thượng điện, nhà tổ, hành lang, nhà mẫu. Chùa gồm 7 gian 2 dĩ, với hệ thống kết cấu hàng trăm cột gỗ và đá. Đây là kiểu kiến trúc hình chuôi vồ, 3 gian hậu cung, 7 gian tiền đường; là một trong những kiến trúc phật giáo tiêu biểu của vùng Đồng bằng Bắc Bộ.
Chùa Tùng Vân xưa xây theo kiểu cửa cuốn, có những đường nước chảy xuống hai mái hai bên tựa như giếng trời; xưa các sư trong chùa dùng nước này để sinh hoạt, trong chiến tranh Việt, Mỹ đã bị mai một đi. Ngày nay, chùa đã khôi phục lại theo lối tứ trụ trồng cột; khác với vẻ rêu phong của chùa trước đây, chùa Tùng Vân ngày nay có lối kiến trúc đẹp hơn với nhiều hoa văn, hoạ tiết tinh xảo hơn. Mái chùa lợp ngói mũ hài, uốn cong bốn góc, trên nóc có bàn tay vươn ra từ hoa sen đỡ bánh xe pháp luân của nhà phật.
Tam quan ngôi chùa dựng theo lối cổ xưa với trên đỉnh có bánh xe pháp luân, ở giữa là chữ vạn, ở trên các đầu mái uốn cong của các góc đều là những linh vật gắn với bầu trời như: Rồng, Phượng, Mây.
Qua cổng tam quan khuôn viên sân chùa với lầu quan âm toạ lạc ở góc bên trái. Quanh sân trồng nhiều cây cau cao vút tạo cho phật tử và du khách đến đây cảm thấy sự gần gũi với cuộc sống hàng ngày của người dân.
Qua năm bậc thềm từ sân lên đến tiền đường là khu vực chính của chùa, trước cửa vào là bức bình phong lớn để tránh mọi điều xấu du nhập từ bên ngoài vào chùa. Một trong nhưng nét độc đáo của chùa Tùng Vân là hàng cột đá ngay trước tiền đường. Trên mỗi cột đá đều được chạm khắc những hoa văn mang hình tượng tứ linh: Long, Ly, Quy, phụng và tứ quý: Tùng, Cúc, Trúc, Mai thể hiện sự sinh sôi của bốn mùa. Điều đặc biệt nữa là toàn bộ gỗ trong chùa đều là gỗ lim.
Nối tiếp giữa thềm và chính điện là bộ cánh cửa bức bàn bằng gỗ lim, chạm trổ rất công phu, phía trên cửa đặt chấn song con tiện, bên dưới tạc phù điêu tứ quý cách điệu.
Theo con đường nhất chính đạo đi vào bên trong tiền đường, phía bên phải lối vào là tượng ông Khuyến Thiện, đầu đội kim khôi, tay cầm đại đao nhưng gương mặt hiền từ, với ý nghĩa khuyên mọi người nên làm những điều thiện (chánh tâm). Phía bên trái lối vào là tượng ông Trừng ác, cũng mặc khôi giáp, nhưng gương mặt dữ dằn, một tay cầm búa, một tay cầm Ngọc ấn tỷ phù, với ý nghĩa nhắc nhở người làm điều ác sẽ bị trừng phạt (vọng tâm). Nhà thờ tổ là nơi lưu giữ nhiều pho tượng bằng đất nung có giá trị (trong đó có pho tượng Phật Thích Ca Mâu Ni bằng đất nung, có niên đại cách đây gần 300 năm), được bài trí theo phong cách của dòng Phật giáo Đại Thừa - Bắc Tông. Ngoài ra chùa còn lưu giữ nguyên vẹn nhiều hiện vật quý như chuông đồng, khánh đồng. ở gian hậu cung có khán thờ về đức Khổng Tử cho thấy ở nơi đây có truyền thống hiếu học lâu đời. Cũng ở khán thờ này, còn tạc hai thị nữ hai bên cánh cửa rất mềm mại, thể hiện sự khéo léo trong nghệ thuật tạc tượng từ xưa. Không chỉ vậy, chùa Tùng Vân còn lưu giữ được hệ thống văn bia cổ, đây là những tài liệu quý có giá trị nghiên cứu lịch sử, văn hóa.
Chùa Tùng Vân nổi tiếng với pho tượng Đức phật Tổ Thích Ca Mâu Ni được đặt ở gian tiền đường. Tượng được tạc từ khối ngọc xanh nặng hơn 10 tấn, chiều cao 3,3m, rộng 2,1m, dày 1,2m; đây là khối ngọc quý hiếm và lớn nhất trong các khối ngọc tìm thấy tại Việt Nam. Bức tượng được hoàn thành đúng vào dịp cả nước kỷ niệm Đại lễ 1.000 năm Thăng Long. Bức tượng mang vẻ đẹp sáng bóng dịu mát của màu xanh rất gần gũi với tâm nguyện hàng ngày mỗi người dân Việt Nam - luôn hướng tới sự thanh bình! Sau khi tạc pho tượng Phật Thích Ca Mâu Ni, khối ngọc xanh còn lại tiếp tục được các nghệ nhân tạc bức tượng Phật Bà Quan Âm, nặng khoảng 5 tấn. Bức tượng Phật Bà Quan Âm cũng được tạc tinh xảo, kết tụ tinh hoa, tâm huyết của nghệ nhân, giúp phật tử cảm nhận được cái “thần” khi chiêm bái. Nơi đây cũng là nơi trưng bày những pho tượng như tam thế phật, phật sơ sinh, bức tranh Đường Tam Tạng đi thỉnh kinh. Ngày 16 tháng 9 năm 2011, bức tượng này được sách Kỷ lục Việt Nam xác nhận là "Pho tượng Phật bằng đá bán quý màu xanh ngọc của Việt Nam lớn nhất".

## Trụ trì
| Thời gian    | Trụ trì                           |
| ------------ | --------------------------------- |
| trước - 2003 | ………..                             |
| 2003 - nay   | Đại đức Thích Nguyên Cao (1976 -) |